# Marginal
Marginal – piąty album zespołu Pablopavo & Ludziki, który ukazał się 12 października 2018 pod szyldem Karrot Kommando (nr katalogowy KK122). Zawiera trzynaście kompozycji w stylu pop i disco, z tekstami Pawła Sołtysa (poza dwoma utworami, które są wierszami Czesława Miłosza i Wisławy Szymborskiej). Na pierwszy singiel wybrano utwór “Karwoski”. Nominacja do Fryderyka 2019 w kategorii «Album Roku Pop Alternatywny».

## Lista utworów
Opracowano na podstawie materiału źródłowego.
| 1.  | "Marginal Intro"      | 3:31  |
|     |                       |       |
| 2.  | "Karwoski"            | 5:04  |
|     |                       |       |
| 3.  | "Światła na statku"   | 3:16  |
|     |                       |       |
| 4.  | "Szmerem"             | 3:11  |
|     |                       |       |
| 5.  | "Ochota"              | 3:03  |
|     |                       |       |
| 6.  | "Agata"               | 4:01  |
|     |                       |       |
| 7.  | "Brązowy i niebieski" | 3:44  |
|     |                       |       |
| 8.  | "Kogo" (+ Lena Romul) | 3:36  |
|     |                       |       |
| 9.  | "Panie inżynierze"    | 4:12  |
|     |                       |       |
| 10. | "Piosenka"            | 3:27  |
|     |                       |       |
| 11. | "Niskie słońce"       | 3:55  |
|     |                       |       |
| 12. | "PKB"                 | 2:44  |
|     |                       |       |
| 13. | "W przytułku"         | 3:24  |
|     |                       |       |
|     |                       | 47:08 |
|     |                       |       |

## Wykonawcy
- Pablopavo (Paweł Sołtys) – głos, gitara 12 strunowa, guitalele
- Ludziki:
  - Earl Jacob – głos
  - Emiliano Jones – gitara basowa, korg MS 20
  - Kuba Kinsner – Bębny, perkusjonalia, dziwactwa
  - Radek Polakowski – Skrzypce, akordeon, melodika, cymbały huculskie, kalimba, głos
  - djZero – instrumenty klawiszowe, skrecze
  - Raffi Kazan – gitary rożne
  - Barton – opieka artystyczna
- Lena Romul (gościnnie) – głosy, chóry, szmery, saksofon altowy, instrumenty klawiszowe